# Красный Октябрь (посёлок городского типа, Саратовская область)
Красный Октябрь — посёлок городского типа в Саратовском районе Саратовской области России. С 1 января 2022 года входит в состав городского округа Саратова.

## История
В 1941 году на берегах Волги были открыты месторождения нефти и газа, спустя 5 лет появилась первая партия нефтяников, организовавших в пяти километрах от деревни Песчаный Умёт в чистом поле склады материалов и техники для начала строительства Песчано-Умётского нефтепромысла. На этом месте был организован рабочий посёлок, получивший название Красный Октябрь в честь Великой Октябрьской социалистической революции. Поблизости находилась деревня Коммуна, называвшаяся ранее «Красный Октябрь».
Одним из первых в посёлке был построен дом номер 3 по улице Октябрьская. Жители называют его «косовским». Улицы посёлка появлялись одна за другой, названия присваивались по их положению. На плане посёлка отразились и читательские пристрастия его жителей, в 1952 году отмечалось 100-летие со дня смерти Н. В. Гоголя, в его честь был назван один из переулков — переулок Гоголя.
Школа была открыта в декабре 1946 года и имела статус начальной. В 1947 году она была реорганизована в среднюю школу. Новое здание было построено в 1975 году.
Годом основания Дома культуры посёлка считается 1950.
Статус посёлка городского типа — с 1951 года.
Улицы Красного Октября протянуты вдоль трассы Саратов-Балашов: Октябрьская.

## Физико-географическая характеристика
Посёлок расположен на западе Саратовского района. Расстояние до областного центра составляет 18 км, до ближайшей железнодорожной станции Жасминная — 17 км. С областным центром село связано автодорогой с твёрдым покрытием, налажено регулярное автобусное сообщение.
Климат
Климат умеренно-холодный. Наблюдается значительное количество осадков, даже в самый засушливый месяц (согласно классификации климатов Кёппена — Dfa). Среднегодовая температура в посёлке Красный Октябрь — 5,2 °C. Среднегодовая норма осадков — 450 mm. Наименьшее количество осадков выпадает в марте и составляет 24 mm. Наибольшее количество осадков выпадает в августе, в среднем 48 mm.
| Показатель                                  | Янв.  | Фев.  | Март | Апр. | Май  | Июнь | Июль | Авг. | Сен. | Окт. | Нояб. | Дек. | Год |
| ------------------------------------------- | ----- | ----- | ---- | ---- | ---- | ---- | ---- | ---- | ---- | ---- | ----- | ---- | --- |
| Средняя температура, °C                     | −11,4 | −10,9 | −5,1 | 7    | 14,7 | 19   | 20,9 | 19,6 | 13,4 | 5,3  | −2,5  | −7,7 | 5,2 |
| Норма осадков, мм                           | 37    | 25    | 24   | 28   | 40   | 47   | 48   | 47   | 42   | 35   | 41    | 36   | 450 |
| Источник: Красный Октябрь (норма 1982-2012) |       |       |      |      |      |      |      |      |      |      |       |      |     |

Часовой пояс
посёлок Красный Октябрь, как и вся Саратовская область, находится в часовой зоне МСК+1. Смещение применяемого времени относительно UTC составляет +4:00.

## Население
| 1959  | 1970  | 1979  | 1989  | 2002  | 2009  | 2010  |
| ----- | ----- | ----- | ----- | ----- | ----- | ----- |
| 4653  | ↘3421 | ↘3360 | ↗3364 | ↘3328 | ↗3391 | ↘3340 |
| 2011  | 2012  | 2013  | 2014  | 2015  | 2016  | 2017  |
| ↗3344 | ↗3362 | ↘3355 | ↗3399 | ↗3420 | ↘3412 | ↘3398 |
| 2018  | 2019  | 2020  | 2021  |       |       |       |
| ↘3187 | ↘3144 | ↘3128 | ↗3656 |       |       |       |

На 1 января 2019 года в населённом пункте проживало 3400 человек.

## Экономика
В границах населённого пункта работают столовая, аптека, 13 предприятий розничной торговли (среди них крупные магазины «Магнит», «Гроздь» и «Пятерочка»), парикмахерская, бюро ритуальных услуг, СТО и автомойка.
В границах населённого пункта работает газокомпрессорная станция ООО «Газпром ПХГ».
Свою базу на территории Красного Октября имеет дорожное предприятие ООО "НГ Групп». Работает производственное предприятие «Хорошие продукты» по переработке и изготовлению полуфабрикатов из мяса птицы.

## Инфраструктура
На территории посёлка действуют:
- общеобразовательная средняя школа[23],
- детский сад «Гнёздышко»[24],
- дом культуры,
- филиал детской школы искусств № 1[25],
- библиотека, книжный фонд которой составляет 2013 экземпляров, оформлена подписка на 28 наименований периодических изданий. Пользуются учреждением 1125 человек. Работает клуб по интересам «У самовара»[26],
- участковая больница и пункт бригады скорой помощи[27].

Для нужд жителей свои услуги предлагают филиал отделения Сбербанка и почтовое отделение.
Посёлок газифицирован, имеется центральный водопровод.

## Транспорт
Транспортное сообщение до областного центра осуществляется автобусным маршрутом № 225, количество рейсов — 70 раз в неделю.

## Достопримечательности
- Строящейся Храм Святой Блаженной Матроны Московской[28].
- В мае 2010 года на прилегающей территории к Дому культуры состоялось открытие памятника погибшем войнам и труженикам тыла, защищавшим Родину в 1941—1945 года, а также открытие Доски почёта, на которой отмечены имена всех ветеранов и тружеников тыла. Рядом с мемориальным комплексом была сооружена «АЛЛЕЯ СЛАВЫ» исторических дат Великой Отечественной воины.
- Вблизи населённого пункта располагаются три лесных массива: Грязнов лес, лес Решетово и Долгий лес.

## Фотогалерея

### Посёлок на фотографиях
- Виды посёлка
- Дом культуры
- Парк отдыха
- Школа в посёлке
- Детский сад
- Здание администрации посёлка

### Память, гордость и культура посёлка
- История посёлка
- Мемориал Героям войны
- Мемориал памяти
- Летняя сцена

### Быт посёлка
- Быт посёлка
- Жилая зона
- Спортивный городок
- Строящийся Храм
- Дом по улице Нефтяников